# Teru teru bōzu
 (août 2016).
Si vous disposez d'ouvrages ou d'articles de référence ou si vous connaissez des sites web de qualité traitant du thème abordé ici, merci de compléter l'article en donnant les références utiles à sa vérifiabilité et en les liant à la section « Notes et références ».

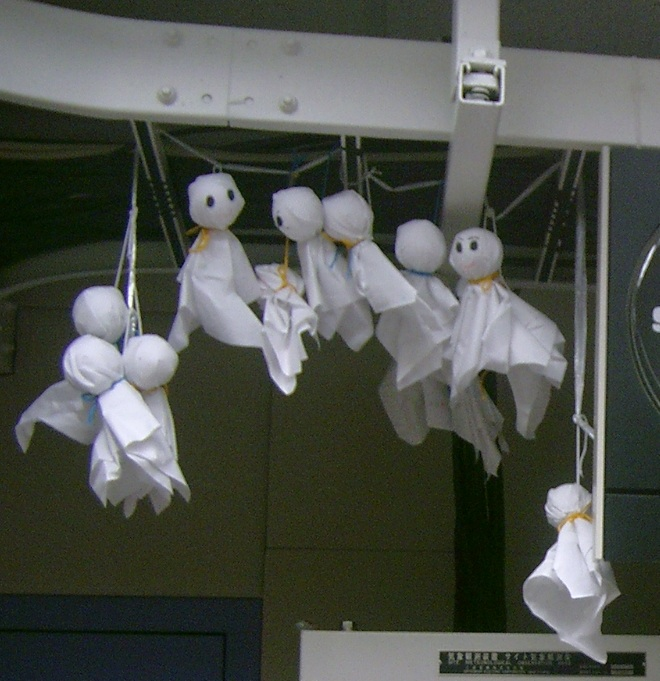
Ribambelle de teru teru bōzu.

Le teru teru bōzu (てるてる坊主, teru teru bōzu) est une petite poupée artisanale fabriquée avec du papier ou du tissu blanc que l'on accroche aux fenêtres des maisons avec une corde les jours de pluie au Japon en chantant une comptine traditionnelle qui tient lieu de prière. On demande à la petite poupée de chasser la pluie et de faire qu'il fasse beau le lendemain et le jour suivant. Si la poupée échoue, on la menace de perdre sa tête dans une troisième strophe maintenant oubliée le plus souvent.
À l'origine de cette comptine, il y a bien sûr une légende, celle d'un moine bouddhiste (un bonze ou bōzu en japonais) qui avait promis lors d'une longue période de pluie de faire revenir le beau temps. À la suite de son échec, il aurait été décapité…
Cette sorte d'amulette est censée faire revenir le beau temps. Il arrive parfois d'en accrocher un pour s'assurer qu'il ne pleuvra pas, par exemple la veille d'un évènement (pique-nique notamment). La forme des teru teru bōzu ressemble à de petits fantômes, avec les yeux rond ou ovales et la bouche en croix pour qu'il ne puisse pas refuser la requête ou de sourire pour qu'il vous écoute.
Il tient son nom du verbe japonais teru (« briller ») et du mot bōzu (« le bonze »).
Sa popularité remonte à l'ère Edo. Il est encore très courant d'en voir au Japon.

## La comptine duteru teru bōzu
Il existe donc un célèbre warabe uta (童歌), ou comptine japonaise, sur le teru teru bōzu. Comme toutes les comptines, son origine reste obscure mais elle a été mise en musique par le compositeur Shinpei Nakayama.
| Japonais : てるてるぼうず、てるぼうず 明日天気にしておくれ いつかの夢の空のよに 晴れたら銀の鈴あげよ てるてるぼうず、てるぼうず 明日天気にしておくれ 私の願いを聞いたなら 甘いお酒をたんと飲ましょ てるてるぼうず、てるぼうず 明日天気にしておくれ それでも曇って泣いてたら そなたの首をちょんと切るぞ | Rōmaji : Teru-teru-bōzu, teru bōzu Ashita tenki ni shite o-kure Itsuka no yume no sora no yo ni Haretara gin no suzu ageyo Teru-teru-bōzu, teru bōzu Ashita tenki ni shite o-kure Watashi no negai wo kiita nara Amai o-sake wo tanto nomasho Teru-teru-bōzu, teru bōzu Ashita tenki ni shite o-kure Sore de mo kumotte naitetara Sonata no kubi wo chon to kiru zo | Traduction : Teru-teru-bozu, teru bozu Fais que demain soit une journée ensoleillée Comme parfois le ciel en rêve S'il fait beau je te donnerai un grelot d'argent Teru-teru-bozu, teru bozu Fais que demain soit une journée ensoleillée Si tu réalises mon rêve Nous boirons beaucoup de saké sucré (amazake) Teru-teru-bozu, teru bozu Fais que demain soit une journée ensoleillée Car s'il fait nuageux et que tu pleures Je devrai te couper la tête |